# Eudromia
Eudromia je rod ptica iz porodice tinamuovki. Ima dvije živuće vrste, a zna se za jednu prapovijesnu. 

## Ponašanje
Hrane se plodovima s tla ili niskih grmova. Također se hrane i malom količinom manjih beskralježnjaka i biljnih dijelova. Mužjak inkubira jaja koja mogu biti od čak četiri različite ženke. Inkubacija obično traje 2-3 tjedna.

## Etimologija
Riječ Eudromia dolazi od dvije grčke riječi, eu što znači dobro i dromos što znači bjeg. Dakle, ime ovog roda ptica znači dobro bježanje, što se odnosi na njihovo odlično bježanje od grabežljivaca.

## Vanjske poveznice
|  | Zajednički poslužitelj ima još gradiva o temi Eudromia |
|  | Wikivrste imaju podatke o taksonu Eudromia             |